# VI Liceum Ogólnokształcące im. Hugona Kołłątaja w Lublinie

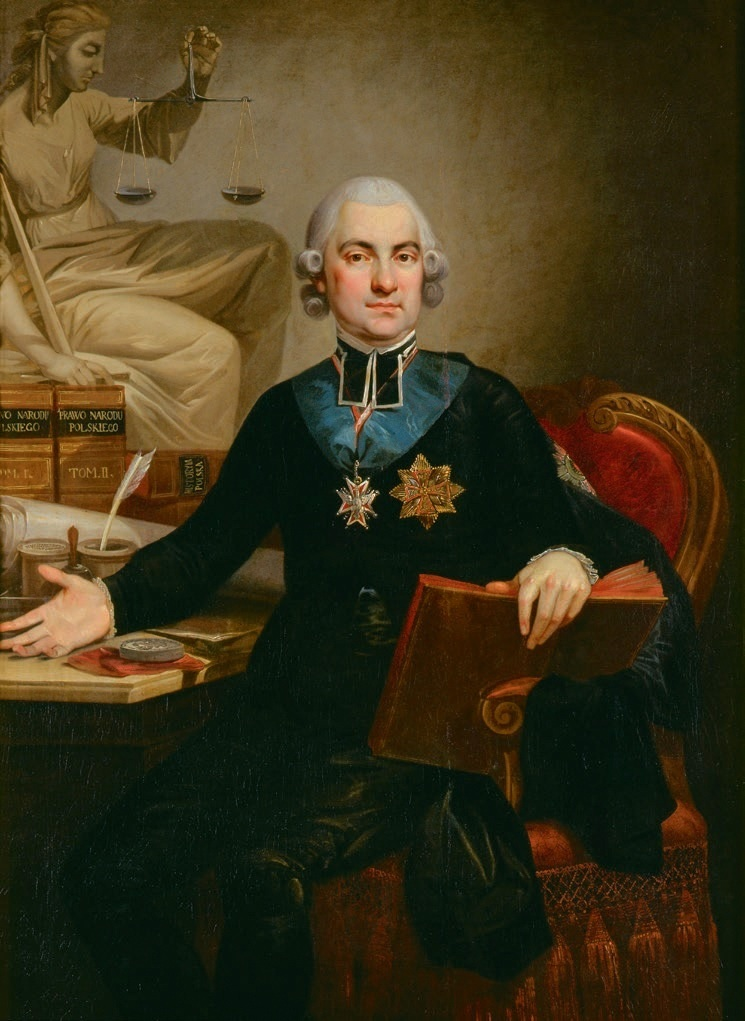
Hugon Kołłątaj – patron VI Liceum Ogólnokształcącego w Lublinie

VI Liceum Ogólnokształcące im. Hugona Kołłątaja w Lublinie – liceum ogólnokształcące, mieszczące się przy ul. Adama Mickiewicza 36 w Lublinie.

## Absolwenci
- Ewa Dados – dziennikarka, inicjatorka akcji charytatywnej Pomóż Dzieciom Przetrwać Zimę[1]
- Robert Kuwałek – historyk[2][3]
- Iwona Godula – koszykarka, reprezentantka Polski[2]
- Andrzej Głowacki – piłkarz, sędzia, działacz piłkarski[4]
- Dariusz Działo – lubelski, śląski Komendant Wojewódzki Policji oraz Komendant Stołeczny Policji[5]
- Ryszard Zdyb – fizyk[5][6]
- Jolanta Sip – wokalistka, kompozytorka i autorka tekstów[7][1][8]
- Artur Niedzielski – lekarz otolaryngolog, profesor nauk medycznych[9][8]